# Fred Guillemet
Pour les articles homonymes, voir Guillemet (homonymie).
 (septembre 2016).
Si vous disposez d'ouvrages ou d'articles de référence ou si vous connaissez des sites web de qualité traitant du thème abordé ici, merci de compléter l'article en donnant les références utiles à sa vérifiabilité et en les liant à la section « Notes et références ».
Fred Guillemet est un musicien (Basse Guitare vocal) français né en 1957 à Drancy.
Il a travaillé notamment au sein du groupe français Trust, Taxi, et Warning et avec Patrick Rondat.
Il fait partie des groupes Shakin' Street  ainsi que Face to Face french revival et The GL Band.
Fred Guillemet a également accompagné Johnny Hallyday[réf. souhaitée] et Carole Fredericks[réf. souhaitée].